# The Van Thornton Diamonds
The Van Thornton Diamonds è un cortometraggio muto del 1915 diretto da Francis J. Grandon.

## Trama
Trama di Moving Picture World synopsis in (EN)  su IMDb

## Produzione
Il film fu prodotto dalla Selig Polyscope Company.

## Distribuzione
Distribuito dalla General Film Company, il film - un cortometraggio in due bobine - uscì nelle sale cinematografiche statunitensi il 15 febbraio 1915.